# Steve Moyers
Steven Carl Moyers (San Luis; 23 de septiembre de 1956), más conocido como Steve Moyers, es un delantero de fútbol retirado que fue miembro del equipo estadounidense que jugó en los Juegos Olímpicos de Verano de 1984 en Los Ángeles.

## Trayectoria
En 1977, asistió a una prueba con St. Louis Stars de la North American Soccer League (NASL). Estuvo en el equipo, pero fue titular en solo tres partidos de temporada regular.
Al final de la temporada de 1977, los Stars se mudaron a Los Ángeles y se convirtieron en California Surf. Al final de la temporada de 1981, el Surf desapareció y el New York Cosmos compró su contrato.
La NASL desapareció después de la temporada 1984, por lo tanto, el Cosmos se trasladó a la Major Indoor Soccer League (MISL). Al ver esto, se mudó al San Louis Steamers.
Después de anotar solo una vez en once juegos, fue liberado para pasar al Canton Invaders de la American Indoor Soccer Association (AISA) y después al Milwaukee Wave para la temporada 1985-1986. Al final de esa temporada, se retiró del fútbol profesional.

## Selección nacional
Jugó un total de siete partidos con Estados Unidos entre 1980 y 1984, marcando dos goles, ambos en la victoria por 2-1 sobre México el 23 de noviembre de 1980. Esa fue la primera victoria de su selección sobre México en 46 años.
El 14 de octubre de 1982, visitó la Casa Blanca junto con Pelé para una visita promocional de fútbol con el presidente Ronald Reagan. En 1984, fue seleccionado para los Juegos Olímpicos de 1984 que se celebró en su país pero no logró llegar a la segunda ronda.

### Participaciones en Juegos Olímpicos
| Torneo                   | Sede        | Resultado    |
| ------------------------ | ----------- | ------------ |
| Juegos Olímpicos de 1984 | Los Ángeles | Primera fase |

## Clubes
| Club                             | País           | Año       |
| -------------------------------- | -------------- | --------- |
| St. Louis Starts/California Surf | Estados Unidos | 1977-1981 |
| New York Cosmos                  | Estados Unidos | 1982-1984 |
| St. Louis Steamers               | Estados Unidos | 1985      |
| Canton Invaders                  | Estados Unidos | 1985-1986 |
| Milwaukee Wave                   | Estados Unidos | 1986      |